# Юрьева, Екатерина Валерьевна
Екатери́на Вале́рьевна Ю́рьева (11 июня 1983, Чайковский, Пермская область) — российская биатлонистка, чемпионка мира в индивидуальной гонке, серебряный призёр в преследовании и бронзовый призёр чемпионата мира 2008 в масс-старте. В начале 2014 года объявила о завершении карьеры.

## Ранние годы
Родилась 11 июня 1983 года в городе Чайковский Пермской области в семье Валерия Геннадьевича и Любови Васильевны Юрьевых. В возрасте 12 лет начала заниматься лёгкой атлетикой. В 14 лет перешла в биатлон. Занималась в спортивной школе города Чайковский. Её первым тренером по биатлону стал Вячеслав Дюкин. Позднее тренером Юрьевой по биатлону стал Иннокентий Каринцев.

## Спортивная карьера

### Выступления в Кубке мира с 2005 по 2008 годы
- В кубке мира дебютировала 20 января 2005 года — в индивидуальной гонке (проходившей в рамках 6-го этапа Кубка мира 2004/2005) в итальянской Антерсельве, показав 43-й результат (5-й из 7 среди российских спортсменок).
- Впервые в 30-ку сильнейших («очковая группа») в гонке Кубка мира попала 19 февраля 2005 года — в гонке преследования (проходившей в рамках 8-го этапа Кубка мира 2004/2005) в словенской Поклюке, показав 18-й результат.
- Впервые на подиум в гонке Кубка мира попала 2 марта 2007 года — в спринтерской гонке (проходившей в рамках 7-го этапа Кубка мира 2006/2007) в финском Лахти, показав 3-й результат.
- Первую победу в гонке Кубка мира одержала 13 декабря 2007 года — в Индивидуальной гонке (проходившем в рамках 3-го этапа Кубка мира 2007/2008) в словенской Поклюке.
- На чемпионате мира 2008 года в Остерсунде Екатерина завоевала полный комплект наград — стала чемпионкой мира в индивидуальной гонке, серебряным призёром в пасьюте, и взяла бронзу в масс-старте. По итогам сезона 2007/2008 Юрьева заняла 6-е место в общем зачёте Кубка мира.
- Победительница Рождественской гонки звёзд 2007 года вместе с Дмитрием Ярошенко.

### Сезон 2008/2009
- Екатерина очень удачно провела начало сезона. Всего в 3 гонках она не «заезжала» в цветочную церемонию. Впервые в карьере она победила в спринте и масс-старте (в Оберхофе и Антерсельве соответственно). Так же Юрьева ещё четырежды побывала на подиуме: дважды в преследовании, один раз в спринте и индивидуальной гонке. Отправляясь на чемпионат мира в Корею Екататерина Юрьева была лидером КМ. Однако, взятая в декабре допинг-проба оказалась положительной.

### Допинговый скандал
2 декабря 2008 года на этапе Кубка мира у спортсменки была взята допинг-проба «А», оказавшаяся положительной. 13 февраля 2009 года Международный союз биатлонистов (IBU) официально подтвердил положительные результаты допинг-проб, взятых у Екатерины Юрьевой, Альбины Ахатовой и Дмитрия Ярошенко в декабре 2008 года на первом этапе Кубка мира 2008/2009 в шведском Эстерсунде. 11 августа 2009 года биатлонисты были признаны виновными в употреблении запрещенных препаратов и дисквалифицированы на два года каждый, без права участвовать не только на Олимпиаде 2010 года в Ванкувере, но и Олимпиаде 2014 года в Сочи.
В ответ Екатерина Юрьева и Альбина Ахатова подали апелляцию на решение антидопинговой комиссии Международного союза биатлонистов относительно своей дисквалификации. Но 13 ноября 2009 года спортивный арбитражный суд в Лозанне (CAS) отклонил апелляцию двух российских биатлонисток. Согласно опубликованному заявлению суда, санкции Международного союза биатлонистов в отношении спортсменок признаны правомерными. В частности, эксперты CAS подчеркнули, что «наличие в допинг-пробах спортсменок запрещенного препарата — рекомбинантного эритропоэтина (rEPO) можно считать научно доказанным фактом».
Несмотря на это, спортсменки решили продолжить борьбу за свою репутацию. По их инициативе адвокатская фирма Libra Law, партнёрами в которой являются Хорхе Ибаролло и Клод Рамони, адвокаты Екатерины Юрьевой и Альбины Ахатовой, 10 декабря 2009 года устроила встречу со СМИ, на которой было заявлено, что апелляция на решение Арбитражного суда по делам спорта в Лозанне подана в Верховный суд Швейцарии.
11 мая 2010 года стало известно, что и Федеральный трибунал Швейцарии оставил в силе решение Международного союза биатлонистов и Спортивного арбитражного суда (CAS) о двухлетней дисквалификации российских спортсменок Екатерины Юрьевой и Альбины Ахатовой за употребление допинга. Срок дисквалификации Юрьевой истёк в декабре 2010 года. 11-12 декабря Екатерина Юрьева начала сезон 2010 с гонки на втором этапе Кубка IBU в итальянском Мартелле.
После отмены 6 октября 2011 года Спортивным арбитражным судом (CAS) одного из антидопинговых правил МОК (45-е правило Олимпийской хартии), гласящего, что спортсмены, попавшиеся на употреблении запрещенных препаратов и дисквалифицированные на срок от 6 месяцев и более, не могут выступать на следующих зимних или летних Олимпийских играх, Екатерина Юрьева получила возможность принять участие на Олимпиаде 2014 года в Сочи.

### Возвращение в Кубок мира
В сезоне 2012/2013 на этапах Кубка IBU в эстонском Отепя и российском Острове одержала 4 победы подряд. После этого была вызвана в основную сборную на этап Кубка Мира в Антерсельве. В Антерсельве Юрьева выступила неудачно. Заняв в спринте 92 место всего с 1 промахом, она показала один из худших результатов по скорости, и не попала в преследование. После она назвала причины неудачного старта: «- Я вижу три основных причины, по которым у меня мог не сложиться спринт, первая — высота. Нельзя приехать и вот так, не успев привыкнуть к условиям, сразу бежать на высоте 1600 метров. Вторая причина — подготовка лыж. Честно говоря, лыжами я не очень довольна. Ко всему этому добавилась зубная боль. В Москве я не успела сделать все необходимые процедуры у стоматолога, а здесь, в горах, все обострилось…». В чемпионате мира 2013 Юрьева не участвовала.
Тренерский штаб СБР решил выставить на следующий этап КМ в Хольменколлене резервный состав как женской, так и мужской сборных, в который попадала Екатерина Юрьева. В Спринтерской гонке стартовала под 68 номером и до второго огневого рубежа держалась в группе лидеров, однако промахнувшись на рубеже стоя 2 раза, Юрьева была отброшена. На финиш Екатерина пришла с 35 временем. Свой результат она прокомментировала следующим образом: «- Два промаха на стойке — это лично для меня катастрофа, — приводит слова Юрьевой официальный сайт Союза биатлонистов России. — Накануне на тренировке я была уверена как в „лежке“, так и в „стойке“. Это лично моя ошибка, нельзя объяснить её каким-то внешним фактором: ветром, солнцем или пролетающей птичкой. Я выверну себе мозг, но найду в чём причина. Могу сказать, что у меня сейчас рабочая форма, но это не пик, с которым я могу выступать».. В гонке преследования Екатерина отыграла 22 позиции, поднявшись с 35 на 13 место. В итоге Юрьева стала лучшей из россиянок на этом этапе кубка мира.
По итогам выступлений в Хольменколлене Екатерина Юрьева попала в состав основной сборной на предолимпийскую неделю в Сочи.

### Сезон 2013/2014
Кубок мира 2013/2014 стартовал с этапа в шведском Эстерсунде, где в индивидуальной гонке 28 ноября 2013 года Юрьева заняла четвёртое место. На следующей день в спринте она стала седьмой. На следующем этапе в Хохфильцене Юрьева не попала в число 40 лучших ни в спринте (54-е место), ни в преследовании (43-е место), и на 3-й этап во французском Анси она не была включена в состав российской команды.
В январе 2014 года Екатерина Юрьева не была включена в состав сборной на этап Кубка мира в Антерсельве. Болельщики связывают это со сложившейся в российской женской команде обстановкой конкуренции двух тренировочных групп и 16 января 2014 года направили министру спорта Виталию Мутко открытое письмо в поддержку биатлонистки.
27 февраля 2014 года объявила о завершении карьеры.
18 июля 2014 года стало известно, что несмотря на завершение карьеры спортсменкой, международный союз биатлонистов (IBU) дисквалифицировал Юрьеву на восемь лет за употребление запрещенных препаратов. Сама Юрьева оспаривать решение не собирается. Срок дисквалификации отсчитывается с 23 декабря 2013 года. Все её результаты с этой даты аннулированы. 10 июля 2015 года срок дисквалификации Юрьевой решением IBU был увеличен до 12 лет.

## Статистика выступлений в Кубке мира
| 2013/2014 Итоги | 2013/2014 Итоги | Эстерсунд | Эстерсунд | Эстерсунд | Эстерсунд | Хохфильцен | Хохфильцен | Хохфильцен | Анси | Анси | Анси | Оберхоф | Оберхоф | Оберхоф | Рупольдинг | Рупольдинг | Рупольдинг | Антхольц | Антхольц | Антхольц | Зимние Олимпийские Игры | Зимние Олимпийские Игры | Зимние Олимпийские Игры | Зимние Олимпийские Игры | Зимние Олимпийские Игры | Зимние Олимпийские Игры | Поклюка | Поклюка | Поклюка | Контиолахти | Контиолахти | Контиолахти | Холменколлен | Холменколлен | Холменколлен |
| Очков           | Место           | См        | Инд       | Спр       | Пр        | Спр        | Эст        | Пр         | Эст  | Спр  | Пр   | Спр     | Пр      | МС      | Эст        | Инд        | Пр         | Спр      | Пр       | Эст      | См                      | Спр                     | Пр                      | Инд                     | Эст                     | МС                      | Спр     | Пр      | МС      | Спр         | Спр         | Пр          | Спр          | Пр           | МС           |
| 83              | 56              | —         | 4         | 7         | отм       | 54         | —          | 43         | —    | —    | —    | 39      | 39      | —       | —          | —          | —          | —        | —        | —        | —                       | —                       | —                       | —                       | —                       | —                       | —       | —       | —       | —           | —           | —           | —            | —            | —            |

| 2012/2013 Итоги | 2012/2013 Итоги | Эстерсунд | Эстерсунд | Эстерсунд | Эстерсунд | Хохфильцен | Хохфильцен | Хохфильцен | Поклюка | Поклюка | Поклюка | Оберхоф | Оберхоф | Оберхоф | Рупольдинг | Рупольдинг | Рупольдинг | Антхольц | Антхольц | Антхольц | ЧМ Нове-Место | ЧМ Нове-Место | ЧМ Нове-Место | ЧМ Нове-Место | ЧМ Нове-Место | ЧМ Нове-Место | Холменколлен | Холменколлен | Холменколлен | Сочи | Сочи | Сочи | Ханты-Мансийск | Ханты-Мансийск | Ханты-Мансийск |
| Очков           | Место           | См        | Инд       | Спр       | Пр        | Спр        | Пр         | Эст        | Спр     | Пр      | МС      | Эст     | Спр     | Пр      | Эст        | Спр        | МС         | Спр      | Пр       | Эст      | См            | Спр           | Пр            | Инд           | Эст           | МС            | Спр          | Пр           | МС           | Инд  | Спр  | Эст  | Спр            | Пр             | МС             |
| 68              | 59              | —         | —         | —         | —         | —          | —          | —          | —       | —       | —       | —       | —       | —       | —          | —          | —          | 92       | —        | —        | —             | —             | —             | —             | —             | —             | 35           | 13           | —            | 46   | 14   | 6    | 44             | 34             | —              |

| 2010/2011 Итоги | 2010/2011 Итоги | Эстерсунд | Эстерсунд | Эстерсунд | Хохфильцен | Хохфильцен | Хохфильцен | Поклюка | Поклюка | Поклюка | Оберхоф | Оберхоф | Оберхоф | Рупольдинг | Рупольдинг | Рупольдинг | Антхольц | Антхольц | Антхольц | Преск-Айл | Преск-Айл | Преск-Айл | Форт-Кент | Форт-Кент | Форт-Кент | ЧМ Ханты-Мансийск | ЧМ Ханты-Мансийск | ЧМ Ханты-Мансийск | ЧМ Ханты-Мансийск | ЧМ Ханты-Мансийск | ЧМ Ханты-Мансийск | Холменколлен | Холменколлен | Холменколлен |
| Очков           | Место           | Инд       | Спр       | Пр        | Спр        | Пр         | Эст        | Инд     | Спр     | См      | Эст     | Спр     | МС      | Инд        | Спр        | Пр         | Спр      | МС       | Эст      | Спр       | См        | Пр        | Спр       | Пр        | МС        | См                | Спр               | Пр                | Инд               | Эст               | МС                | Спр          | Пр           | МС           |
| 32              | 71              | —         | —         | —         | —          | —          | —          | —       | —       | —       | —       | —       | —       | —          | —          | —          | —        | —        | —        | 49        | —         | 22        | 29        | 40        | —         | —                 | —                 | —                 | —                 | —                 | —                 | —            | —            | —            |

| 2007/2008 Итоги | 2007/2008 Итоги | Контиолахти | Контиолахти | Контиолахти | Хохфильцен | Хохфильцен | Хохфильцен | Поклюка | Поклюка | Поклюка | Оберхоф | Оберхоф | Оберхоф | Рупольдинг | Рупольдинг | Рупольдинг | Антхольц | Антхольц | Антхольц | ЧМ Остерсунд | ЧМ Остерсунд | ЧМ Остерсунд | ЧМ Остерсунд | ЧМ Остерсунд | ЧМ Остерсунд | Пхёнчхан | Пхёнчхан | Пхёнчхан | Ханты-Мансийск | Ханты-Мансийск | Ханты-Мансийск | Холменколлен | Холменколлен | Холменколлен |
| Очков           | Место           | Инд         | Спр         | Пр          | Спр        | Пр         | Эст        | Инд     | Спр     | Эст     | Эст     | Спр     | МС      | Эст        | Спр        | Пр         | Спр      | Пр       | МС       | Спр          | Пр           | См           | Инд          | МС           | Эст          | Спр      | Пр       | См       | Спр            | Пр             | МС             | Спр          | Пр           | МС           |
| 671             | 6               | 24          | 18          | 5           | 2          | 2          | 2          | 1       | 8       | 2       | —       | —       | —       | 3          | 5          | 13         | 15       | 12       | 8        | 9            | 2            | —            | 1            | 3            | 4            | —        | —        | —        | 10             | 11             | 9              | 6            | 19           | 10           |

| 2006/2007 Итоги | 2006/2007 Итоги | Эстерсунд | Эстерсунд | Эстерсунд | Хохфильцен | Хохфильцен | Хохфильцен | Хохфильцен | Хохфильцен | Хохфильцен | Оберхоф | Оберхоф | Оберхоф | Рупольдинг | Рупольдинг | Рупольдинг | Поклюка | Поклюка | Поклюка | ЧМ Антхольц | ЧМ Антхольц | ЧМ Антхольц | ЧМ Антхольц | ЧМ Антхольц | ЧМ Антхольц | Лахти | Лахти | Лахти | Холменколлен | Холменколлен | Холменколлен | Ханты-Мансийск | Ханты-Мансийск | Ханты-Мансийск |
| Очков           | Место           | Инд       | Спр       | Пр        | Спр        | Пр         | Эст        | Инд        | Спр        | Эст        | Эст     | Спр     | Пр      | Эст        | Спр        | МС         | Спр     | Пр      | МС      | Спр         | Пр          | Инд         | См          | Эст         | МС          | Инд   | Спр   | Пр    | Спр          | Пр           | МС           | Спр            | Пр             | МС             |
| 457             | 13              | 5         | 23        | 31        | 66         | —          | —          | 15         | 24         | —          | 6       | 26      | 30      | —          | 15         | 12         | 17      | 31      | 24      | —           | —           | 7           | —           | 7           | 5           | 21    | 3     | 5     | 2            | 4            | 3            | 29             | DNS            | 6              |

| 2004/2005 Итоги | 2004/2005 Итоги | Бейтостёлен | Бейтостёлен | Бейтостёлен | Холменколлен | Холменколлен | Холменколлен | Эстерсунд | Эстерсунд | Эстерсунд | Оберхоф | Оберхоф | Оберхоф | Рупольдинг | Рупольдинг | Рупольдинг | Антхольц | Антхольц | Антхольц | Чезана-Сан-Сикарио | Чезана-Сан-Сикарио | Чезана-Сан-Сикарио | Поклюка | Поклюка | Поклюка | ЧМ Хохфильцен | ЧМ Хохфильцен | ЧМ Хохфильцен | ЧМ Хохфильцен | ЧМ Хохфильцен | Ханты-Мансийск | Ханты-Мансийск | Ханты-Мансийск | Ханты-Мансийск |
| Очков           | Место           | Спр         | Пр          | Эст         | Инд          | Спр          | Пр           | Спр       | Пр        | МС        | Эст     | Спр     | Пр      | Эст        | Спр        | Пр         | Инд      | Спр      | Пр       | Инд                | Спр                | Эст                | Спр     | Пр      | МС      | Спр           | Пр            | Инд           | Эст           | МС            | Спр            | Пр             | МС             | См             |
| 13              | 68              | —           | —           | —           | —            | —            | —            | —         | —         | —         | —       | —       | —       | —          | —          | —          | 43       | —        | —        | 67                 | 64                 | —                  | 44      | 18      | —       | —             | —             | —             | —             | —             | —              | —              | —              | —              |

## Тренеры
- Каринцев Иннокентий Александрович
- Бектуганов Владимир Александрович
- Лобанов Николай Владимирович

## Экипировка
- Винтовка — Би 7-4/Anschutz
- Лыжи — Madshus

## Награды, звания и премии
- «Спортсменка года» национальной премии «Спортивные звёзды России» (2008)[22]
- Почётный гражданин г. Чайковский (2008)[23]
- Заслуженный мастер спорта (2008)[24]
- Мастер спорта международного класса (2005)
- Мастер спорта (1999)